# Arthur Chitz
Arthur Chitz   (Praga, 5 de setembre de 1882 - Gueto de Riga, 1944) va ser un musicòleg, pianista i compositor. Va treballar com a répétiteur a l'Òpera de Dresden i va ser director musical del teatre de Dresden.

## Biografia
Arthur Chitz va néixer en una família de fabricants jueus de parla alemanya a Praga. Abans de complir deu anys es va quedar orfe. Va assistir a una escola del monestir catòlic dedicada a la música, on va rebre lliçons addicionals. Va ser alumne de composició amb Vítězslav Novák i František Špilka. També va prendre classes de piano i violí. Va estudiar ciències naturals, filosofia i història de la música a la Universitat alemanya de Praga, més tard a Viena i Dresden. El 1905 es va doctorar a la Universitat de Praga amb la tesi "The Court Music Band of Emperor Rudolf II".
Sota Leo Blech va treballar com a aspirant i violinista al Teatre Estatal de Praga i va ser ponent del diari alemany de Praga "Bohemia". El 1906 Chitz es va casar amb Gertrud Helene Stern, la filla del redactor en cap del diari, per a qui va treballar com a ponent.
El 1908 es va traslladar a Dresden i el 1911 va adquirir el títol d'enginyer químic a la Universitat Tècnica. El 1912 i el 1915 publicà estudis musicològics com a articles de revistes. El tema del seu treball de recerca publicat va ser les composicions de Beethoven per a mandolina. El 1914/15 va obtenir un lloc com a professor de teoria i història de la música a l'escola de música d'Ernst von Schuch. Del 1915 al 1918 va treballar com a répétiteur a la "Dresdner Schauspielhaus" i, des d'octubre de 1918 va ser ocupat com a director musical del teatre de Dresden. El 1920 va esdevenir director musical de la "Schauspielhaus" i el 1931/32 membre del consell assessor artístic.
Chitz va compondre cançons, quartets de corda i música escènica per a estrenes de Dresden i noves produccions, per exemple, a obres de Shakespeare, Schiller, Hauptmann i també Erich Ponto: El conte de fades d'Arturo Chitz La bella adormida es va estrenar el 18 de desembre de 1923. Juntament amb Erich Ponto va crear el joc de contes de fades Trilltrall i els seus germans. Va ensenyar a l'escola d'orquestres de lOrquestra Estatal de Saxònia i també tenia molta demanda com a pianista i clavecinista.

A causa dels seus orígens jueus, la seva activitat musical va acabar el 1933 quan els nacionalsocialistes el van obligar a deixar el seu càrrec i l'1 de gener de 1934 es va veure obligat a retirar-se. El 1938 i el 1939, Chitz va poder enviar els seus dos fills a l'estranger i així salvar-los. Després de la nit del pogrom de 1938, Chitz va ser deportat al camp de concentració de Buchenwald del 10 de novembre al 17 de desembre de 1938. Eva Doering-Ponto va recordar una trobada als grans magatzems Residenz després de tornar a Dresden:
| « | <"Recordo una trobada molt trista i terrible: sabíem que Chitz havia arribat a un magatzem poc després del 1933, i un dia vaig estar amb la meva mare als grans magatzems de Reka i, de sobte, estava al costat nostre, tot rapat! D'alguna manera volia dir que no el necessitàvem per reconèixer-lo; era una situació terrible".> | » |

- Eva Doering-Ponto- Ell mateix es va quedar a Dresden amb la seva dona, però va ser exclòs tant de la vida musical pública, tant catòlica com jueva. El 1940 va ser expulsat del seu apartament i va haver de traslladar-se a l'anomenada "casa de gent gran" a Lothringer Weg nº. 2 a Dresden-Blasewitz. Arthur Chitz i la seva dona van ser recollits la nit del 20 al 21 de gener de 1942 i deportats al gueto jueu de Riga. Aquí, o molt probablement al camp de concentració de Riga-Kaiserwald, va morir el 1944 en circumstàncies inexplicables, la data i la causa de la mort són desconegudes.

## Llocs commemoratius
- Al Neustädter Güterbahnhof de Dresden, una placa commemora l '"ordre d'evacuació" del 15 de gener de 1942 i el destí dels jueus deportats d'aquí.[5] La nit del 20 al 21 de gener de 1942, 240 jueus de Dresden van ser portats d'aquí a Skirotava a prop de Riga i d'aquí al gueto de Riga. Arthur Chitz i la seva dona Gertrud es trobaven entre els deportats.
- Davant de l'antiga casa de l'Helmholtzstrasse 3B a Dresden, on Chitz va viure 24 anys, un escull ens recorda ara al musicòleg.
- A Mystic, Connecticut, EUA es troba la tomba del seu fill Hermann Ernst Sheets, un científic. El 2007 es va col·locar un banc de granit amb la inscripció En memòria d'Arthur i Gertrud Chitz al lloc de la tomba.[2]
- El 30 de novembre de 2017, les seves obres es van representar de nou en públic per primera vegada al Semperoper de Dresden.[6]